# Brunnkogel
Brunnkogel är ett berg i Österrike.   Det ligger i distriktet Gmunden och förbundslandet Oberösterreich, i den centrala delen av landet, 210 km väster om huvudstaden Wien. Toppen på Brunnkogel är 1 708 meter över havet, eller 317 meter över den omgivande terrängen. Bredden vid basen är 6,0 km. Brunnkogel ingår i Höllengebirge.
Terrängen runt Brunnkogel är varierad. Närmaste större samhälle är Ebensee, 11,3 km öster om Brunnkogel. 
I omgivningarna runt Brunnkogel växer i huvudsak blandskog. Runt Brunnkogel är det ganska tätbefolkat, med 70 invånare per kvadratkilometer.